# トモダチ☆★
「トモダチ☆★」は、日本の歌手・AZUの12枚目のシングル。2011年6月22日にアリオラジャパンから発売された。

## 概要
表題曲「トモダチ☆★」は、AZUの親友・日之内エミが彼女の失恋を想って制作した友情ソングとなっている。

## 収録曲
1. トモダチ☆★ [6:09]
作詞・作曲：日之内エミ、編曲：MANABOON
  - テレビ東京系「DANCE@TV」6月度エンディングテーマ
2. Champagne Gold [4:19]
作詞：藤林聖子、作曲：Vincent Degiorgio、編曲：Hakan Lundberg
3. A.Z.U  [3:24]
作詞：AZU、作曲・編曲：浅田将明
4. トモダチ☆★ -Instrumental-
5. Champagne Gold -Instrumental-
6. A.Z.U -Instrumental-